# Rhipidia (Rhipidia) jubilata
Rhipidia (Rhipidia) jubilata is een tweevleugelige uit de familie steltmuggen (Limoniidae). De soort komt voor in het Neotropisch gebied.